# 33034 Dianadamrau
33034 Dianadamrau este o planetă minoră (asteroid), cu un diametru de 1,857 km, din centura de asteroizi. A fost descoperită pe 3 septembrie 1997 la centre de recherches en géodynamique et astrométrie⁠(d) de OCA-DLR Asteroid Survey⁠(d). 
Obiectul prezintă o orbită caracterizată de o semiaxă mare de 2,2843603 UAi, o excentricitate de 0,16, o înclinație de 4,12187 ° în raport cu ecliptica.